# Project Reality
Project Reality (även känt som PR) är en modifikation av det populära PC-spelet Battlefield 2. Project Realitys mål är att omvandla spelmotorn, utvecklad av Digital Illusions CE (DICE), för att skapa en långt mer realistisk stridsmiljö med fokus på lagarbete. Modden tog sin början i juli 2004 på ett Desert Combat-forum på PlanetBattlefield.
De flesta aspekter av Battlefield 2 som kan förändras (så som fysiska tillbehör för vapen och fordon) har blivit anpassade för att reflektera dess verkliga motsvarighet. Till sin hjälp har utvecklarna sin alldeles egna militära expertpanel som kommer med tips och tricks.

## Spelmekanik
För att erbjuda en mer realistisk spelupplevelse har man gjort många förändringar i spelmekanikens olika aspekter. Numera är man spelmässigt sett långt ifrån originalspelet.

### Spelsätt
Project Reality presenterar sex olika spelsätt (game modes). Likt Conquest-spelsättet i Battlefield 2 går tre av dem ut på att ta över och försvara utsatta kontrollpunkter (man följer dock en viss anfallsordning). I Command and Control utesluts alla kontrollpunkter och man fokuserar istället på strid med spelarbyggda fortifikationer. Insurgency-spelsättet, tänkt att simulera asymmetrisk krigföring (krigförande parter är obalanserade i vapen/fordonsväg) innehåller en konventionell styrka som söker och förstör illegala vapengömmor. Det andra laget, rebellerna, försöker beväpnade med ak47:or, RPG:s och IED:er att förhindra de otrogna. Modden erbjuder också ett särskilt coop spelsätt som ersättning för träningsläget.

### Realism
Modden återanvänder många av BF2:s fordon och vapen vilka dock har blivit ändrade för att öka verklighetskänslan. Ballistik (projektilbanor etc.) har modifierats för att återskapa den så som hos riktiga vapen. Skada tillfogad av de olika vapnen har också förändrats och är nu mycket mer realistisk där en träff ofta är direkt livshotande. De utlovade byggnaderna som skulle kunna sprängas sönder i Battlefield 2 ses inte mycket av i originalspelet, i PR har man inkluderat detta mycket mer för att återge ett mer realistiskt stridsscenario.

#### Spawning
Spelare kan inte längre spawna på flaggorna som ens lag kontrollerar, inte heller kan man spawna på sin gruppledare. I PR kan man istället spawna på permanenta punkter i huvudbasen, på sin grupps "Rally Point" (ÅSA, Återsamlingsplats) eller på en "Forward Operating Base".
Rally points är spawnpunkter placerad av en gruppledare i en grupp med hjälp av att en gruppmedlem befinner sig i närheten av gruppledaren när den placeras. Bara gruppens medlemmar får spawna på sin unika Rally Point. På vissa banor finns det specifika "Team Rally Points" som hela laget kan nyttja. Dessa försvinner dock oftast efter fem minuters spel.
Forward Operation Bases är en firebase. Dessa är speciella spelartillgångar som gruppledaren kan placera ut när han befinner sig i närheten av 1 crates. Dessa byggs med spadar som tilldelas alla spelare (undantag för officer, sjukvårdare, krypskytt) och låter hela laget spawna på den platsen.
Alla dessa spawnpunkter kan bli överkörda eller förstörda av fienden. Antingen genom att ett visst antal fiender befinner sig i närheten av en rally point eller att kanske en sprängexpert spränger en bunker. Den enda permanenta spawnpunkt ett lag har är den i huvudbasen. Detta är den sista flaggen ens motståndare kan ta över och här spawnar nästan alla fordon.
Ett undantag för detta är rebellerna i Insurgencyspelsättet som tillåts spawna på slumpmässigt utplacerade spawnpunkter och "Hideouts" som motsvarar firebases.

#### Klasser
Spelare kan inte längre spawna med vilka klasser eller vapen som helst, åtminstone inte med samtliga som finns tillgängliga i spelet. En spelare tillåts spawna som officer (om han är gruppchef och har minst två gruppmedlemmar), skyttesoldat, specialistskyttesoldat eller sjukvårdare. Mer specialiserade klasser (eller kits som det heter) som pansarskottskytt, krypskytt eller kulspruteskytt kan endast förfrågas på särskilda platser. Särskilda klasser som till exempel krypskytt och tung pansarskottsskytt är begränsade i proportion till hur många spelare man har i laget.
För att kunna framföra flygande eller tunga bepansrade fordon måste man ha ett pilot- eller vagnsbesättningskit (crewman kit). Dessa är obegränsade och kan efterfrågas vid dörren för respektive fordon.
Det finns även s.k. pick-up kits. Dessa återfinns på banor med Insurgencyspelsättet, där rebellerna inte kan fråga efter kits utan istället plockar upp vapnen vid de utspridda vapengömmorna.
För att spelare ska kunna byta kits med varandra på ett enklare sätt introducerades ett obeväpnat kit i version 0.9 (5 februari 2010). Det går att förfråga var som helst, och tillåter spelaren att släppa sin ursprungliga kit helt, vilket gör att en medspelare kan plocka upp det.
När en soldat dör ligger hans kit kvar på i fem minuter för medspelare eller fiender att plocka upp och använda.

## Särdrag och tillägg
Förutom spelmekaniska förändringar ämnade för att öka realismen inkluderar PR även nya arméer, byggnadstillgångar och kartor.

### Nya arméer
Just nu finns dessa arméer i PR:
- United States Army (US Army)
- United States Marine Corps (USMC)
- British Armed Forces (GB)
- Middle Eastern Coalition (MEC) (fiktiv allians mellan stater i Mellanöstern)
- People's Liberation Army of China (PLA)
- Insurgents (INS)
- Militia (MIL)
- German Forces (GER)
- Russian Forces (RUS)
- Canadian Forces (CAN)
- Israeli Defence Force (IDF)
- Hamas (HAMMAS)

### Nya byggnadstillgångar
Gruppchefer kan sätta sina mannar i arbete för att bygga olika militära konstruktioner:
- Forward Outpost - En utpost där trupper i ditt lag kan "spawna" (d.v.s att återskapas efter att man dött).
- Heavy Machine Gun - Tung stationär kulspruta (12.7:or eller 0.50 cal) mot fientligt infanteri.
- Foxhole - Skyttevärn med tillhörande sandsäckar för skydd från småkalibrig eld.
- Barbed Wire - En remsa taggtråd med stridsvagnsfällor för att stänga ute fientligt infanteri och fordon.
- Anti Aircraft - Stationär luftvärnskanon till försvar mot fientliga flygplan eller helikoptrar.
- Anti Armor - Stationärt pansarvärn mot fientliga pansarfordon.

Det krävs en Forward Outpost för att kunna konstruera de andra byggnaderna, men för att gruppchefen ska kunna placera ut dessa överhuvudtaget krävs lådor med materiell hämtat från huvudbasen. Att bygga en Forward Outpost kräver en låda med materiell, medan det krävs två för att kunna placera ut de andra konstruktionerna. När gruppchefen bestämt var han vill placera ut dessa måste gruppmedlemmarna "bygga upp" dem med sina spadar. Det tar olika lång tid att bygga de olika konstruktionerna. Vanligtvis är det större byggnad → längre tid.

### Nya kartor
Project Reality teamet har hela tiden haft som mål att tänja på spelmotorns gränser. Detta märker man till viss del på kartorna som långt överträffar BF2:s i storlek, variation och detaljrikedom. Större kartor möjliggör mer avancerade taktiker och bereder plats för en något mer realistisk strid. Här gäller det inte bara att skjuta "pang på" utan också att använda landskapet till sin fördel. I vissa situationer behöver man utnyttja kullar och skog som döljer ens framfart för att komma närmre inpå fienden. Blir man upptäckt vet man aldrig när en fientlig helikopter eller stridsvagn dyker upp. Eller kanske ett eldöverfall med en högt smattrande kulspruta från en fiendegrupp?
Många kartor utspelar sig där gamla eller pågående konflikter utspelar sig idag. Några exempel är banorna Al Basrah, Korengal Valley eller Ramiel (karta med typiskt "Black Hawk Down" tema).

### Småprylar
Här är en lista på förändringar som man märker tidigt de första rundorna:
- Man springer långsammare, dock längre
- Rutan som visar ens hälsa borttagen
- Blir man träffad utan att dö börjar man blöda
- En helikopter måste värmas upp cirka 30 sek innan man kan lyfta (annars spinner den till och välter)
- De flesta stridsfordon kräver två spelare, en förare och en skytt
- Stridsfordon har optik som möjliggör strid på långa avstånd
- Olika sorters ammunition för stridsfordon

## Communityn
Communityn är aningen speciell då det finns många äldre spelare och även tjänstgörande militärer från olika länder. Vissa spelar till och med på plats nere i Irak, Afghanistan och liknande. Många är engagerade i moddens utveckling.

### Påverkan
Spelarna har mycket att säga till om och diskussionerna om hur olika aspekter kan göras bättre är ofta livliga. Allting vägs hela tiden mot om det gör spelet mer realistiskt samtidigt som det blir roligare. Exempel på förslag som anammats av PR-teamet är: 3D-sikten, "sprängbara dörrar", "nedhållningseffekt" (ljudet och synen försämras när skott slår ned bredvid, man tvingas söka skydd), borttagning av "mini-map", mer bepansring för humvee's etc.

### Initiativ från spelarna
Den kanadensiska armén och Israels försvarsstyrka (IDF) är det senaste tillskotten i och med 0.9-patchen. Dessa är initiativ tagna från PR communityn och är inget som PR-utvecklarna ursprungligen hållit i. Utöver tips och vissa ramar har vanliga spelare tagit initiativet för att utveckla dessa projekt. I nuläget är elva liknande arbeten på gång för arméer från bland annat: Polen, Nederländerna, Tyskland, Australien, Frankrike och Norge.

### Pr Arma
just nu håller utvecklingsteamet på att utveckla Project reality till Arma 2 målet är att få samma spel mekanik som i Bf 2 Project reality in i Arma 2 man kommer att enbart skapa den brittiska armen till och börja med men planen är att Project reality Arma ska bli som Bf 2 Project reality fast utan Battlefieldmotorns begränsningar
- AA
- Attack & Defend - (one directional AAS/front-line flow)
- Command & Control
- Skirmish
- Insurgency

## Feedback

### Kritisk respons
- IGN intervju:

"Why all BF2 players should download this mod."
http://pc.ign.com/articles/763/763618p1.html
- GameSpy intervju:

"The mother of all realism mods arrives for BF2"
http://pc.gamespy.com/pc/battlefield-2/766629p1.html
- PC Zone Magazine:

"Not only does it make the virtual warfare harsher, Project Reality also adds fantastic new maps, vehicles and weapons to the fray."

### Tilldelningar
År 2006 vann Project Reality Mod DB:s Silver Spanner i Mod of the Year 2006 awards. Tävlingen höll 4000 deltagande moddar från olika spel och PR kom alltså på andra plats.
År 2007 vann Project Reality an rad olika priser:
- GameFlood's $25,000 Mod & Map Contest i kategorin "Best FPS Mod".[4]
- Total Gaming Network's "Best Modification of 2007 Award".[5]
- Mod DB's Silver Spanner i "the Mod of the Year 2007 awards".[6]

### Mediabevakning
- Computer Games Magazine Spotlight[7]

Project Reality figurerades i februarinumret (#183) i "Computer Games", en tidning distribuerad i Nordamerika.
- GameStar Magazine[8]:

Project Reality publicerades med en tillhörande CD-skiva i marsutfärdandet av  "GameStar" 05/2006, sid. 152.
- Soldier Magazine[9]:

Project Reality gavs en artikel i April 2008's utgåva av "the Soldier Magazine", den officiella tidningen för Brittiska armén.

## Systemkrav
Project Reality använder mer effekter, kodning och innehåller mycket större banor med fler objekt än BF2. Detta kräver mycket av din dator. Därför är de rekommenderade kraven för PR större än för vanliga BF2. BF2 måste dessutom patchas till senaste versionen (patch 1.50 -1 Sep 2009) före installation av PR. Värt att tillägga är att på grund av spelets storlek har man delat upp det i två filer. En "core-fil" med själva spelet och en "levels-fil" med kartorna.
Minimumkrav:
- Processor: 1.7 GHz
- RAM: 1 GB
- Grafikkort med minst 128 MB av RAM

Rekommenderade krav:
- CPU: 2.4 GHz
- RAM: 2 GB
- Grafikkort med minst 256 MB av RAM